# Черванёв, Игорь Григорьевич
Игорь Григорьевич Черванёв (укр. Ігор Григорович Черваньов) (род. 17 апреля 1937 года, Волчанск, Харьковская область, Украина) — украинский ученый в области геоморфологии, физической географии и геоэкологии. Заслуженный профессор Харьковского национального университета имени В. Н. Каразина (2004), доктор технических наук (1982), кандидат географических наук (1969), заслуженный деятель науки и техники Украины (2009), лауреат Государственной премии Украины в отрасли науки и техники (2004).

## Биография
Родился Игорь Черванёв в г. Волчанск, Харьковской области, 17 апреля 1937 г.
Окончил с отличием Волчанское педагогическое училище и по его окончании вступил в 1955 г. в Харьковский государственный педагогический институт имени Г. Сковороды на естественно-географический факультет, в 1956 году вместе с факультетом переведен в Харьковский государственный университет имени А. М. Горького.
Окончил с отличием географический факультет этого университета в 1960 году и начал работу в Отраслевой лаборатории структурной геоморфологии и неотектоники Географического общества Украины под руководством профессора С.И. Проходского, которая стала одной из известных в СССР ячеек новейшего направления изучения рельефа как индикатора глубинных тектонических структур, перспективных на залежи нефти и газа. Участвовал в исследованиях структурно-геоморфологических проявлений Шебелинского газового месторождения, которое на то время было в стадии активной разработки, и региональной характеристике перспективных площадок (больше чем 160 объектов, из них около 10 стали впоследствии месторождениями) в пределах Днепровско-Донецкой впадины. Возглавлял аналогичные исследования на Волыно-Подольской окраине Русской платформы.
В 1968 году защитил кандидатскую диссертацию по геоморфологии «Структурный анализ рельефа бассейна р. Стырь (западная Волыно-Подолия)».
С 1973 г. возглавлял пионерные работы по математическому моделированию и структурному анализу продуктивных отложений газового месторождения Медвежье — на то время наибольшего в мире. Впоследствии продолжал аналогичные исследования на других крупных месторождениях — Уренгойском, Ямбургском, Вуктыльском, а на Украине — Шебелинском, Западно-Крестищенском, Медведовском. Научные принципы моделирования рельефа и прикладные результаты его анализа стали основой докторской диссертации (защитил в 1979 по географическим наукам, получил степень доктора технических наук в 1982 г.).
С 1962 года и поныне — на преподавательских должностях в Харьковском государственном университете имени О. М. Горького (ХДУ) / с 1999 г. — это Харьковский национальный университет имени В. Н. Каразина (ХНУ): с 1962 — преподаватель, с 1967 — старший преподаватель, с 1972 — доцент, с 1984 — профессор. В 1982 году возглавил первую в СССР географическую кафедру рационального использования природных ресурсов и охраны природы, которая в 1995 году была перепрофилирована в кафедру геоморфологии и природоохранных компьютерных технологий. В 2002 году создал кафедру географического мониторинга и охраны природы, заведовал ею до 2010 года. С 2010 года — профессор кафедры физической географии и картографии (на которой 50 лет назад начинал научную и учебную деятельность).

## Научная деятельность
Научную деятельность начал на 1 курсе естественно-географического факультета Харьковского педагогического института имени Г. Сковороды под руководством геолога И. Н. Ремизова, исследовав гранулометрический и минералогический состав песков одного из стратотипов полтавской серии неогена. В 1957—59 гг. работал в студенческих научных отрядах Кавказской высокогорной экспедиции Харьковского государственного университета имени О. М. Горького по программе ІІ Международного геофизического года под руководством доцента (с 1963 г. — профессора) П. В. Ковалева. Исследовал современное и древнее оледенение, описал и паспортизовал 114 ледников Центрального Кавказа, что стало содержанием дипломной работы и первой публикации.
Окончив с отличием географический факультет Харьковского государственного университета, начал работу в Отраслевой лаборатории структурной геоморфологии и неотектоники Географического общества Украины, где под руководством доцента (с 1974 г. — профессора) С. И. Проходского изучал локальные тектонические структуры Днепровско-Донецкой впадины и Волыно-Подольской окраины Русской платформы. Возглавив с 1973 года разработки по математическому моделированию и структурному анализу сеноманских продуктивных пластов месторождения газа «Медвежье» (Север Зап. Сибири), впервые выявил в них сеть палеодолин, которые характеризуются улучшенными коллекторско-емкостными свойствами, тем самым определяют повышенную производительность скважин и контролируют основные газопромысловые параметры. Это открытие, которое впоследствии подтвердилось на других крупных газопромысловых объектах, дало возможность разработчикам залежи существенно изменить стратегию газодобычи, а в дальнейшем распространить этот структурно-палеогеоморфологический подход на другие месторождения подобного генезиса (в том же регионе — Ямбургское, Уренгойское, в смежном Тимано-Печорском бассейне — Вуктыльское). На Украине структурно-пагеогеоморфологический подход был успешно применен к продуктивным пермским отложениям Шебелинской брахиантиклинали, Кегичевского и Медведовского месторождений, а метод структурного анализа соляного тела признан изобретением (1982). Вместе с группой ученых Харьковского университета, производственного объединения «Тюменьгазпром» и научно-производственного объединения «Союзгазавтоматика» (1977—1985) инициировал включение в комплекс задач АСУ разработкой газовых месторождений методов структурно-палеогеоморфологического анализа. Впервые начал применять методы геоинформационных технологий для обработки материалов бурения и сейсморазведки. В 1984 году за эти исследования и разработки удостоен почетного диплома общества нефтяников имени И. М. Губкина.
В 1979 году, после пребывания в докторантуре Харьковского университета, защитил в Московском государственном университете докторскую диссертацию «Структурный анализ рельефа» по геоморфологии и палеогеографии, в которой обосновал научное направление структурализма относительно исследования морфологии современного и доревнего рельефа: выделил метрическую и топологическую структуры, установил их типы и порядки, выявил и структурировал топологический инвариант рельефа и разработал алгоритмы структурного анализа в научных и прикладных целях. Одним из первых ввел, наряду с цифровыми моделями рельефа, в то время едва известными, структурно-цифровые, структурно-каркасные и структурно-лингвистические модели рельефа. Это дало возможность коренным образом изменить (в сравнении с мировым опытом) способы отражения, анализа и синтеза реальных и мнимых (впоследствии — виртуальных) рельефов и их составляющих (моно- и полирельефы, базисные и вершинные поверхности разных порядков и производные от них исследовательские объекты). Первым в геоморфологии начал разработку теории самоорганизации геоморфологических систем (монография вместе с А. В. Поздняковым, при участии коллег Харьковской геоморфологической школы — Б. Н. Воробьева, Н. В. Куценко). В последующем, вместе с Б. Н. Воробьевым и С. В. Костриковим разработал основы учения о флювиальных геоморфосистемах (монография, 2006) и исследовал (вместе с С. В. Костриковим) самоорганизацию флювиального рельефа на принципах синергической парадигмы естествознания, её проявления в ангулярных свойствах структуры флювиальных сетей, топологической структуре русел и др. фундаментальных чертах рельефа. Ими был впервые использован математический аппарат и ГИС-технологии для выявления и строгого доказательства таких особенностей рельефа. Участвовал по этой тематике в нескольких пленумах Геоморфологической комиссии РАН (1983, 2003, 2011, 2012).
Положил начало инвайронментологии как современному направлению познания окружающей среды и человека как холистического целостного объекта. Использовал ведущие идеи инвайронментологии в разработке международной программы. GIWA (2001—2004) и государственных и общественных экспертизах (1987—2000). В этом научном направлении подготовил 2 докторов и 31 кандидата наук, в их числе 10 иностранных граждан из Германии, Вьетнама, Иордании, Гвинеи-Бисау, Буркина-Фасо, Чада, Мали, Эфиопии.
Вместе с профессором В. А. Боковым осуществил разработку междисциплинарного направления инвайронментальной энергетики, создав авторский спецкурс для магистратуры университета.
Участвовал в разработках методологии и методики оценивания экологических ситуаций.
Инициировал (вместе с академиками НАН Украины Н. В. Багровым и Л. Г. Руденко) разработку парадигмы, научно-методологических принципов и системы методов «новой» географии, которая должна стать авангардной отраслью знания о комплексном территориальном ресурсе человечества и его рациональное использование как природного капитала.
Имеет около 300 печатных работ, в числе их 27 монографий (в качестве автора и научного редактора).

## Педагогическая деятельность
Преподавательская деятельность была сосредоточена преимущественно на географических кафедрах Харьковского университета (50 лет научно-педагогического стажа). Также на протяжении 10 лет преподавал природоохранные дисциплины в Харьковском институте бизнеса и менеджмента.
С 1983 по 2010 гг. возглавлял первую в СССР природоохранную кафедру, которая стала праматерью ряда подобных кафедр во всех вузах Украины. Руководил разработкой учебного плана специализации кафедры «Рациональное использование природных ресурсов и охрана природы» для географов университета. Почти 50 лет преподает в Харьковском университете курс «Общее землеведение», ряд других дисциплин (см. ниже). Вместе с единомышленниками (В. А. Боков, Н. В. Багров, К. И. Геренчук, Ю. П. Селиверстов) придал этому курсу содержание теории географической оболочки — естественной самоорганизующейся геосистемы. Этот новейший подход дал возможность объяснить, как имманентные, ряд свойств, процессов и явлений, которые раньше считались только реакцией на внешние влияния.
Читал избранные темы землеведения и общей геоморфологии в университетах Польши и Югославии.
Разработал и преподавал несколько учебных курсов для бакалавров, специалистов и магистров географии: общее землеведение, глобальная экология (инвайронментология), теория и методология географической науки, математические методы в географии, оценка природных ресурсов, история географии на Украине, геосистемные основы управления окружающей средой, менеджмент территорий, альтернативная энергетика.
Автор и соавтор 14 учебников и учебных пособий. Вместе с соавторами напечатал учебник из общего землеведения для ВУЗов СССР (1984), для университетов России (1998) и университетов Украины (1993, 2000). Учебник издания в 2000 г. удостоен Государственной премии Украины в области науки и техники (2004). Вместе с В. А. Боковым, И.Е. Тимченко напечатал учебное пособие к авторскому курсу «Геосистемные основы управления окружающей средой» для обучения географов и экологов основам инвайронментального менеджмента (наряду с менеджментом экологическим).
С 2000 г. руководит разработкой научных принципов и учебно-методического обеспечения преподавания в университетах серии специальных курсов для обеспечения развития альтернативной энергетики. Был координатором международного проекта Темпус-Тасис (2001—2004), разработал (вместе с В. А. Боковым) спецкурс «Основы энергетики окружающей среды (инвайронментальной энергетики)» (два учебных пособия 2004, 2005) и участвовал в издании серии из 9 авторских учебных пособий(возглавлял международную редакционную коллегию консорциума Международного проекта). В Харьковском национальном университете участвовал во включении в учебный процесс на физико-энергетическом факультете специализации «Альтернативная энергетика» (с 2008), а на геолого-географическом факультете — специализации физико-географов «Региональное развитие альтернативной энергетики» (2003—2010).
Является автором (соавтором, научным редактором) 14 учебников и учебных пособий.

## Профессиональная общественная деятельность
- Внештатный консультант Постоянной комиссии верховной рада Украины по вопросам экологической политики и ликвидации последствий аварии на ЧАЭС (1994—1999);
- Участник международных школ-семинаров Центрально-Европейского университета по изучению методологии и проведения ЕІA и SEA (1996, 1998);
- Член редакционной коллегии Географической Энциклопедии Украины (1985—1993);
- Сопредседатель Харьковской областной общественной экспертной комиссии (1988—1991);
- Член Президиума Харьковского областного общества охраны природы (1983—1991);
- Заместитель Председателя учебно-методической комиссии Минобразования Украины по рациональному природопользованию и экологии (1986—1991);
- Научный руководитель Международного ЕІА центра Харьковского университета (1998—2000);
- Научный руководитель Украинско-немецкого центра энергосбережения и альтернативной энергетики (с 2011 г.);
- Член Экспертного совета по географическим наукам ВАК Украины (1998—2006);
- Член Президиума и Научного совета Украинского Географического общества (с 1986 г.)
- Член секции окружающей среды Научного совета Минобразования Украины (1998—2010);
- Член редакционной коллегии 1-го тома Экологической энциклопедии (2004—2006);
- Член Национального комитета географов Украины (с 2009 г.);
- Член редколлегий «Украинского географического журнала» (с 2008 г.) журнала «Геополитика и экодинамика регионов» (с 2003 г.), «Вестника Харьковского национального университета: Геология. География. Экология» (с 1983 г.);
- Руководитель многих (больше чем 10) научно-исследовательских разработок по изучению объектов окружающей природной среды, оценке влияния на окружающую среду хозяйственных объектов, менеджменту территорий по координационным планам Минобразования СССР, Минобразования Украины и экологических экспертиз Минприроды Украины (с 1973 г. по настоящее время).

## Почетные звания
В 1992 году, с появлением на Украине альтернативных академий наук, был избран действительным членом Академии наук технологической кибернетики Украины за цикл работ из саморегулирования и самоорганизации геоморфологических систем.
В том же году стал действительным членом Украинской Экологической Академии наук за работы из рационального природопользования и охраны природы.
С 1996 года является номинантом Кембриджского международного биографического издания «Dictionary of International Biography».
В 2004 году получил почетное звание Лауреата Государственной премии Украины за учебник для университетов «Землеведение» (совместно с Н. В. Багровым и В. А. Боковым).
В том же году удостоен почетного звания Заслуженного профессора Харьковского национального университета.
В 2005 году, по случаю 200-летнего юбилея Харьковского университета, награждён почетным знаком Минобразования Украины «Василь Сухомлинський».
В 2009 году удостоен почетного звания Заслуженного деятеля науки и техники Украины за совокупность научных достижений.